# Ушины
Ушины, уушины (монг. Үүшин) — одно из племён, входивших в дарлекинскую ветвь монголов. Потомки этого древнего монгольского рода в настоящее время проживают на территории Монголии, Внутренней Монголии и в Казахстане.

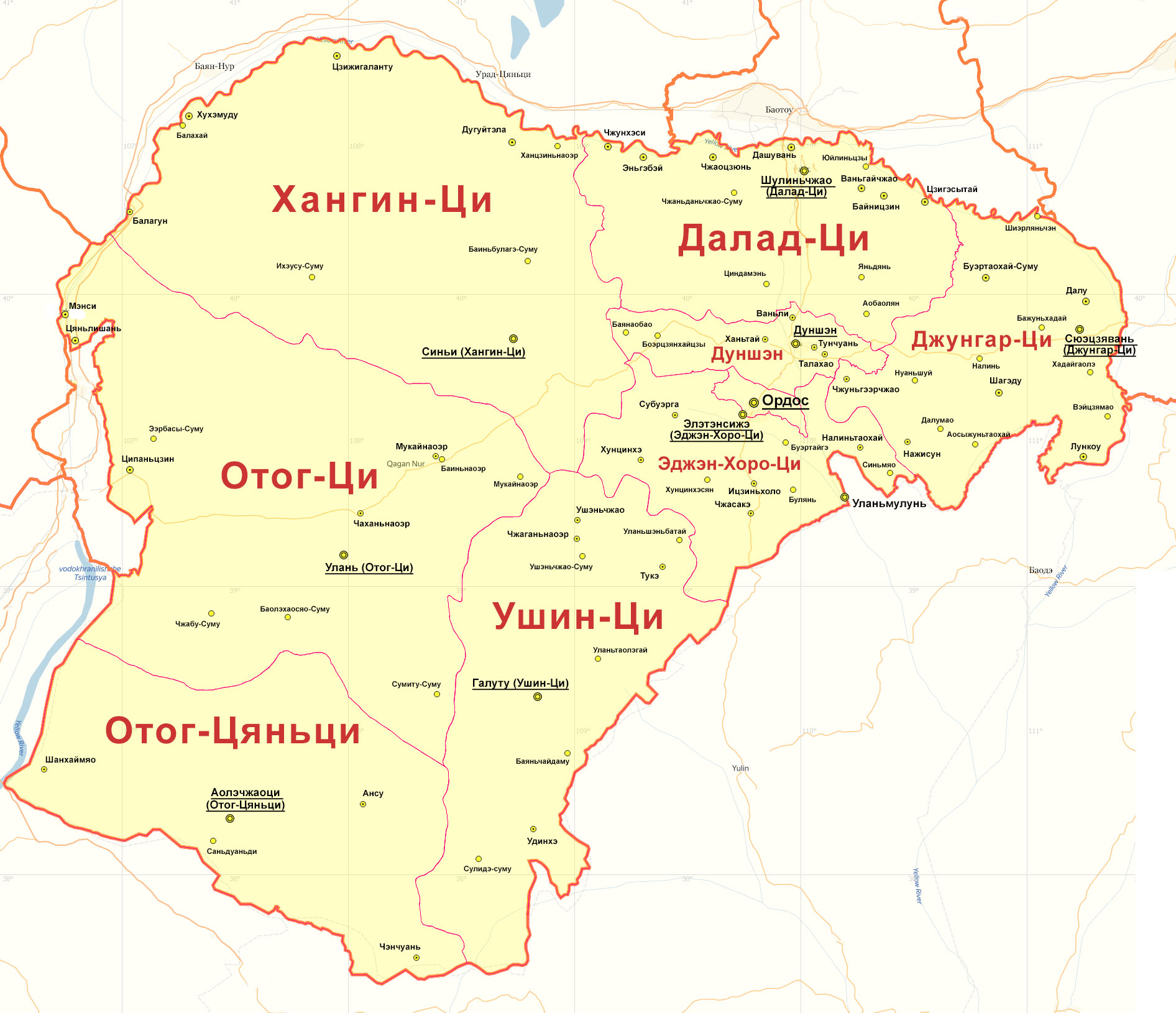
Городской округ Ордос.

## История
Ушины — древнее дарлекин-монгольское племя. Дарлекины являются потомками племен нукуз (нохос) и кият, обитавших в Эргунэ-кун, легендарной прародине монголов.
Согласно «Сборнику летописей», в состав дарлекин-монголов входили следующие племена: нукуз (нохос), урянкат, кунгират (хонгират), икирас, олкунут, куралас (горлос), элджигин, кункулают (кунклиут), ортаут, конкотан (хонхотан), арулат, килингут (уряут-килинкут), кунджин, ушин (хушин), сулдус, илдуркин, баяут и кингит. В составе племени уряут-килингут упоминаются ветви: килингут-тархан и курчин. Кроме этого в первой главе четвертого раздела «Сборника летописей» упоминается племя каранут (харанут). Дарлекинами также названы племена: джалаир, нукуз-курган, сакаит и иджин.
Из племени ушин (хушин) происходил Борохул (Борагул-нойон). Являлся кешиктеном, воином из личной стражи Чингисхана. Затем он стал одним из командиров кешиктенов, а позже и темником, нойоном-тысячником. Согласно «Алтан Тобчи», после разгрома Джуркинов маленького Борохула обнаружил и принёс к Чингисхану Чжебке. Мальчик был усыновлён и воспитан матерью Чингисхана Оэлун-эке.
Борохул, Боорчу, Мухали и Чилаун были известны как «четыре героя», которые особо отличились в сражениях с найманами. Во время сражения с кереитами при Харахалчжит-элетах Борохул спас жизнь сыну Чингисхана Угэдэю, раненному в шею стрелой. Борохул высосал из раны кровь и благополучно довёз Угэдэя до ставки. На курултае 1206 года Борохул был пожалован Чингисханом в нойоны-тысячники.
Согласно «Сборнику летописей», во времена хана Угэдэя Джубукур-Кубилай, сын Борохула, был его заместителем. Одним из приближенных хана Хубилая был Тукчи-гургэн, также происходивший из рода Борохула. Одна из жен Хубилая была дочерью Борохула по имени Ушчин. Ушчин родила сына Хубилаю по имени Аячи.
Также из племени ушин (хушин) происходил Хушидай-Байку. Чингисхан отдал его Джучи вместе с войском; он командовал правым крылом войска Бату. Представителями рода ушин в государстве Хулагу (государстве Хулагуидов) были Артабай-гургэн и Беклемиш-битикчи. Позднее род ушин составил крупное племенное объединение казахов Старшего жуза, которое известно как уйсун.
Во времена реставрации династии Северная Юань после восшествия на престол Даян-хана ушины входили в состав ордосского тумена. Ордосские тумены состояли из множества родов — дөрвөн хороо, гэгүд (гүүд), шувуучин, урад, тангуд, далад, хангин, мэргэд, баганас, бэсуд, үүшин, бэдэгүн, халиучин, хуучид, хэрээд, цагаад, мянгад, хоньчин, хуягчин, уйгуржин, амгайтан и других.
После смерти Гэрэсэндзэ, сына Даян-хана, в 1549 году вся Халха была разделена на семь хошунов. Правителями этих хошунов были семь его сыновей. Ашихай владел уделами Ушин и Джалаир, Нойантай — Бэсут и Энджичэн (Элджигин), Нухунуху — Хэрут и Горлос, Амин — Хорогу, Хуриэ и Цогохор, Дарай — Хухэйт и Хатхин, Далдан — Тангут и Сартаул, Саму — Урянхай.
Р. Г. Кузеев отождествляет древний этноним усунь с монгольским ушин. По его мнению, участие монгольских элементов в формировании усуней (и напротив, усуньских — в сложении этнического состава монголов) представляется довольно вероятным.

## Современность
В настоящее время ушины проживают на территории хошуна Ушин-Ци городского округа Ордос Внутренней Монголии. Ушины Внутренней Монголии упоминаются в трудах Б. З. Нанзатова, М. М. Содномпиловой, М. Н. Балдано и других исследователей. Род уушин (үүшин) в частности входил в состав ордосских тумэнов.
В Монголии род уушин (үүшин) отмечен в составе халха-монголов, хотогойтов. В Монголии проживают носители родовых фамилий Уушин, Уушид, Үгүшин, Хуушин. Ушины, осевшие в Афганистане, образовали одно из племен в составе хазарейцев — уйшун.
Ряд авторов, как например Ч. Ч. Валиханов, Б. Б. Ирмуханов и др., считают, что уйсуны в составе казахов являются потомками ушинов. Согласно шежире, предком уйсунов является Майкы-бий из монгольского племени ушин (хушин). По сведениям Рашид ад-Дина, Майкы-бий был соратником Чингисхана, поэтому приставлен к сыну Джучи как один из карачи-беков с целью помогать управлять улусом (территорией и людьми).